# Katsuhiro Otomo
Katsuhiro Ōtomo (japonès: 大友 克洋, Ōtomo Katsuhiro) (Hasama, prefectura de Miyagi, Japó, 14 d'abril de 1954) és un dibuixant i autor de manga (mangaka), i un director i guionista d'anime (dibuixos animats japonesos). És conegut sobretot per la direcció d'Akira, un dels anime més influents de tots els temps, així com per ser l'artista del manga original de la pel·lícula homònima.
És una figura àmpliament reconeguda en l'àmbit de la narrativa gràfica. El 2005 va ésser condecorat Chevalier de l'Ordre des Arts et des Lettres a França, i el 2014 fou promogut al grau de Officier. El 2012 es convertí en el quart mangaka a ser inclòs a l'americà American Eisner Award Hall of Fame, i el 2013 fou guardonat amb la Purple Medal of Honor del govern nipó. Posteriorment rebé el premi Winsor McCay en ocasió de la 41st Annie Awards de 2014, i 2015 el Grand Prix de la ville d'Angoulême, el primer artista manga a rebre mai aquesta distinció.

## Biografia
Va nàixer a Hasama, a la prefactura de Miyagi, el 14 d'abril de 1954. De petit llegia mangues com Tetsuwan Atom i Tetsujin 28-go. Estudià a l'institut Sanuma, tal com feren alguns dibuixants japonesos de renom. La seua trajectòria com a dibuixant començà als 17 anys amb un conte clàssic de Hans Christian Andersen, The Little Match Girl. El 1973 es graduà de l'institut i se n'anà cap a Tokyo, amb la voluntat de convertir-se en mangaka. El 4 d'octubre de 1973, amb 19 anys, publicà el seu primer manga, titulat The Guy Report o Jyu-sei, una adaptació de la novel·la breu Matteo Falcone de Prosper Mérimée.
La seua adolescència estigué marcada per una sèrie de conflictes i protestes socials que es produïren arran del rebuig a l'anomenat "AMPO 1970" (revisió del tractat de seguretat entre Japó i els Estats Units). Les protestes entre els bàndols ben organitzats originaren confrontacions de gran violència; en un any es practicà la detenció de vora 6.000 estudiants, es convocaren nombroses vagues i es prengueren llocs simbòlics per part dels universitaris. Però no fou sols una qüestió estudiantil sinó també una qüestió política per les rivalitats dels partits, que provocaren més violència, ferits i fins i tot assassinats. Tots aquests fets, transmessos pels mitjans de comunicació, foren captats per un jove Otomo, que posteriorment els reflectiria a les seues obres.
El 1979, i després d'escriure diversos relats breus per a la revista Action, Otomo creà la seua primera obra de ciència-ficció, Fireball, de més de 50 pàgines d'extensió, la qual esdevindria la base de la seua obra següent, l'exitós Dōmu. Dōmu fou publicat relligat l'any 1983, i rebé el guardó Nihon SF Taisho Award, l'equivalent nipó del Nebula Award estatunidenc, que fins aleshores només havia premiat novel·les i no pas manga. Aquesta mateixa obra rebé el 1984 un nou reconeixement, el premi Seiun.
L'any 1982 Otomo s'estrenà en el món de l'anime, treballant com a dissenyador de personatges per a la pel·lícula Harmagedon, dirigida per Rin Taro. L'any següent endegà el seu manga més aclamat i conegut, Akira, que no enllestí fins vuit anys més tard, el 1990. Aquesta obra, de més de 2000 planes d'extensió, guanyà el 1984 el premi Kōdansha i fou un èxit al Japó. Otomo decidí realitzar-ne l'adaptació cinematogràfica, fet que dugué a terme el 1988 encara amb el manga sense finalitzar, i esdevingué la pel·lícula d'animació més cara del Japó de l'època.
El 1987 Otomo continuà fent anime, aleshores per primer cop com a director: un segment inclòs a l'antologia Neo Tokyo, titulat Construction Cancellation Order, del qual també n'escrigué el guió i en dibuixà l'animació. Seguidament realitzà dos segments més per a una altra antologia, Robot Carnival. El 2004 estrenà una nova pel·lícula de gran pressupost, Steamboy, d'ambientació steampunk.
El 20 de juliol de 2013 aparegué Short Peace, una pel·lícula conformada de 4 curt-metratges, dels quals Otomo n'és el realitzador del primer, Combustible, i el guionista del segon (Buki yo Saraba, "Un adéu a les armes", realitzat per Hajime Katoki).
Otomo aborda el camp cinematogràfic des de la discomformitat, l'observació, els records i les vivències, a través de la ciència-ficció i el ciberpunk i d'una manera directa i sense floritures. Com a cineasta, fa un ús de la bellesa visual esplèndid, dotant així d'una visió d'art fílmic en la que el seu interés està sobretot a l'enquadrament.
Si bé és cert que després d'Akira Otomo no dibuixà pràcticament cap manga, no abandonà pas els guions. El 1991 en compongué els de Rōjin Z i Mother Sarah.

## Influències
L'obra d'Otomo conté homenatges a autors que llegí durant la seva infància, en particular tres: Osamu Tezuka, Shotaro Ishinomori i Mitsuteru Yokoyama. L'homenatge a Tezuka es pot veure a Fireball, on l'ordinador principal s'anomena ‘ATOM.’ Ecchan a Dōmu és una referència a Sarutobi Ecchan d'Ishinomori. Quant a Yokoyama, els nombres 25, 26, 27 i 28 dels personatges del manga Akira són una referencia a Tetsujin 28-go.
L'estil innovador de les il·lustracions de Yokoo Tadanori i Isaka Yoshitaro foren una influència en els inicis de la seua carrera. La dèria pels fons ultradetallistes dels seus mangues és conseqüència de l'encontre amb l'obra de Shigeru Mizuki. Pel que fa als dissenys mecànics, ha declarat admiració per l'obra de Takashi Watabe i Makoto Kobayashi, així com per la sèrie Neon Genesis Evangelion.
Jean Giraud Moebius i Katsuhiro Otomo professaren admiració mútua per les obres respectives.
El cinema és també una altra de les seues influències. Segons explica el mateix autor, la pel·lícula de terror L'exorcista aparegué mentre treballava en l'obra Fireball, i això el va engrescar a incloure un component de terror i del sobrenatural a l'obra Dōmu.

## Manga
- The Gun Report (1973).
- Highway Star (ハイウェイ・スター, 1975-1978)
- Short Piece (ショート・ピース, 1979)
- Fireball (1979)
- Malsons (童夢 Dōmu, 1980)
- Good Weather (グッド・ウエザー, 1981)
- Sayonara Nippon (さよならにっぽん, 1981)
- Kibun wa mou sensou (気分はもう戦争, 1982)
- Jiyu o warera ni (自由を我等に, 1982)
- Akira (アキラ, 1982-1990)
- Memòries (メモリーズ, 1990)
- The Legend of Mother Sarah (1990-2004)
- SOS Dai Tokyo Tankentai (ＳＯＳ大東京探検隊, 1996)
- The Memory of Memories (Artbook) (1996)
- Batman: Black and White (1996)
- Hipira (2002)

## Filmografia
- Jiyu wo warerani (自由を我等に, 1982)
- Genma Daisen
- Labyrinth Tales' (Manie-Manie 迷宮物語, 1987)
- Lab (ラブ, 1987)
- Akira (アキラ, 1988)
- World Apartment Horror (ワールド・アパートメント・ホラー 1991)
- Roujin Z (老人Z, 1991)
- Robot Carnival (ロボット・カーニバル), 1987)
- Memòries (メモリーズ, 1996)
- Spriggan (スプリッガン, 1998)
- Metropolis (メトロポリス, 2001)
- Steamboy (スチームボーイ 2004)
- Mushishi ((蟲師, 2007)
- Freedom Project (7 ovas) (2007)
- Short Peace (2013)